# White Fang 2: Myth of the White Wolf
White Fang 2: Myth of the White Wolf is een Amerikaanse avonturenfilm uit 1994 geregisseerd door Ken Olin. De film is een vervolg op White Fang uit 1991, met Scott Bairstow, Charmaine Craig, Alfred Molina en Geoffrey Lewis in de hoofdrollen. De opnames vonden plaats in Aspen, Colorado en Vancouver, British Columbia.

## Synopsis
Jack Conroy gaat op reis en vraagt aan zijn beste vriend Henry om op zijn wolfshond White Fang te passen. Op een van hun wandelingen ontdekken Henry en White Fang dat het grondgebied van een nabijgelegen indianenstam wordt bedreigd door roekeloze goudzoekers. Samen proberen ze er alles aan te doen om de indianen te helpen en hun grond te redden.

## Rolverdeling
| Acteur              | Personage               |
| ------------------- | ----------------------- |
| Scott Bairstow      | Henry Casey             |
| Charmaine Craig     | Lily Joseph             |
| Al Harrington       | Moses Joseph            |
| Alfred Molina       | Dominee Leland Drury    |
| Geoffrey Lewis      | Mr. Heath               |
| Anthony Ruivivar    | Peter Joseph            |
| Victoria Racimo     | Katrin Joseph           |
| Matthew Cowles      | Lloyd Halverson         |
| Paul Coeur          | Adam John Hale          |
| Woodrow W. Morrison | Bad Dog                 |
| Reynold Russ        | Leon                    |
| Nathan Young        | One-Ear                 |
| Ethan Hawke         | Jack Conroy (onvermeld) |
| Jed                 | White Fang              |